# カナダ・メソジスト教会
カナダ・メソジスト教会（カナダ・メソジストきょうかい、Methodist Church of Canada）は、1884年に成立したカナダのキリスト教合同教会である。この教会は18世紀からカナダ東海岸とセントローレンス川の北側で活動していた、もっとも古いメソジストの教団の流れを受け継いでいる。
その後、カナダ・メソジスト教会はカナダ長老派教会からさらなる合同のための申込を受けた。長老派教会もまたメソジスト派に先行して1875年には合同していた。こうした話し合いは最終的に1925年のカナダ合同教会の発足へと帰結した。この教会は、長年、カナダにおける最大のプロテスタント教派であったが、近年は信徒の数は急速に減少している。

## 初期の歴史

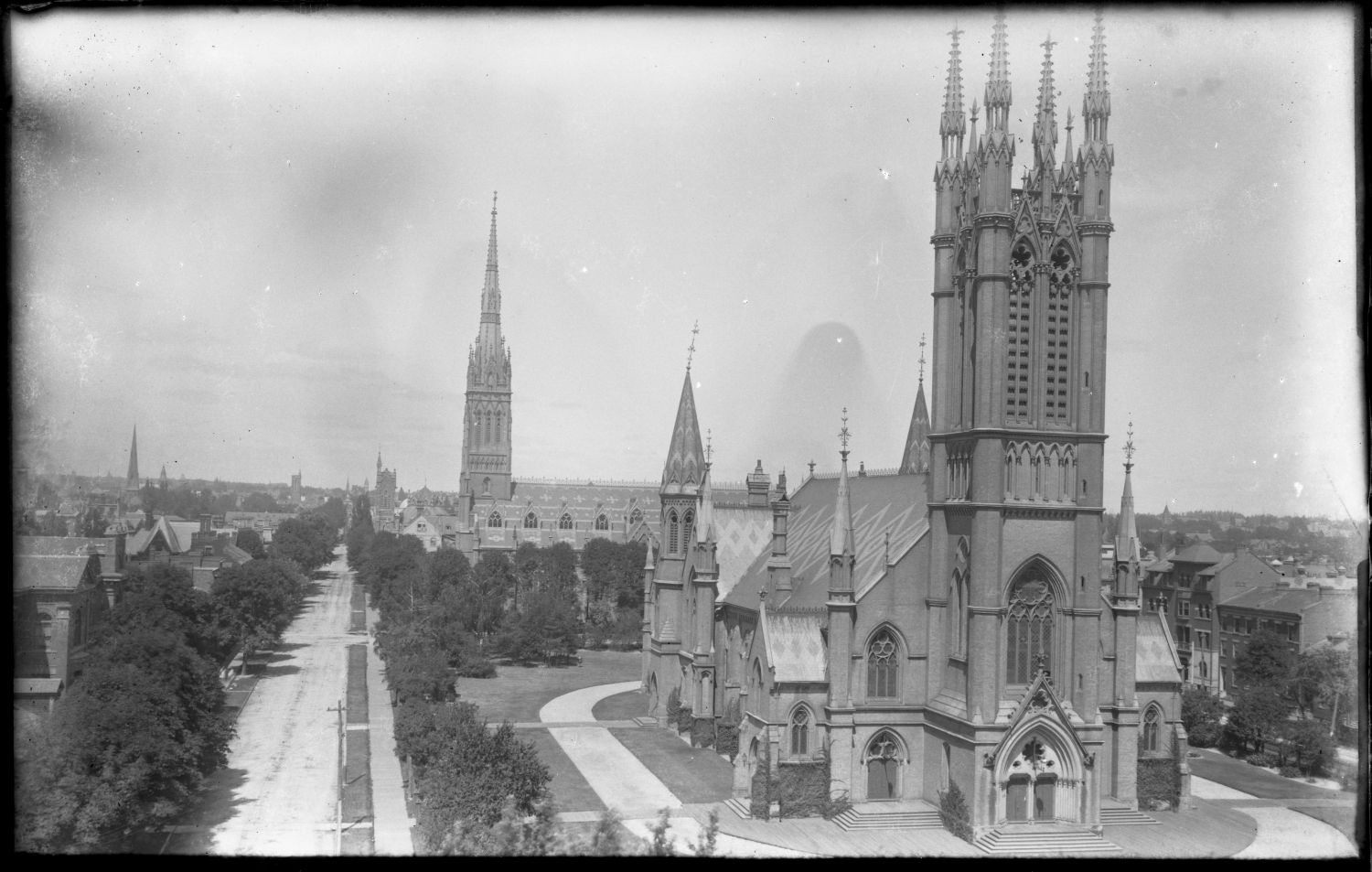
メトロポリタン・ウェスレー・メソジスト教会（現・メトロポリタン合同教会）、1896年

1766年にカナダのニューファンドランド島に最初にイギリスのメソジスト運動を広めたのはロレンス・コーランという平信徒であった。それから5年後、イギリス生まれでノバスコシア育ちのウィリアム・ブラックがカナダ沿海州で伝道を始めた。この活動はやがて1800年にイギリス・ウェスレアンの指導のもとに行われるようになった。
他方、1791年にはアッパーカナダにおいて、ウィリアム・ルーズの指導のもとアメリカのメソジスト監督教会がイギリス系移民たちへの伝道を開始した。このアメリカの教会ができたのは1784年のクリスマスの日であった。1828年まではこのカナダの教会の活動は公式にはアメリカのメソジスト監督教会と結びついていた。けれども、1833年にはその大半のひとたちがイギリス・ウェスレアンとともにカナダ・ウェスレアン・メソジスト教会を設立させることにした。この教会には1854年にローワーカナダのメソジストたちも参加している。一方、このウェスレアン教会に参加しなかったひとたちは、1834年にカナダ・メソジスト監督教会をあらためて作ることにした。この教会は徐々に拡大し、その後カナダで2番目に大きなメソジスト派の組織になった。
ひるがえってウェスレアン・メソジスト教会の方は、1874年にメソジスト派ニューコネクション教会と東部英領アメリカのウェスレアン・メソジスト会議と一緒に合同した。この時点で名称はすでにカナダ・メソジスト教会であった。
1884年、ついにこの教会はカナダ・メソジスト監督教会とカナダ原始メソジスト教会と合同し、カナダ最大のプロテスタント系教派となるメソジスト教会を形成した。ここにいたってこの教会は一部の例外をのぞいて、カナダにおけるすべてのメソジストを包括する組織となった。なお、これに加わらなかったのはイギリス・メソジスト監督教会(アフリカ・メソジスト監督教会から発展したもので、もっぱら有色人種のひとたちのための教会だった)、ドイツ語話者の団体(福音派教会とキリスト合同兄弟団)、それからフリー・メソジスト教会(1860年にニューヨーク州で生まれ、カナダにも広がった教会)である。

## カナダ合同教会の成立

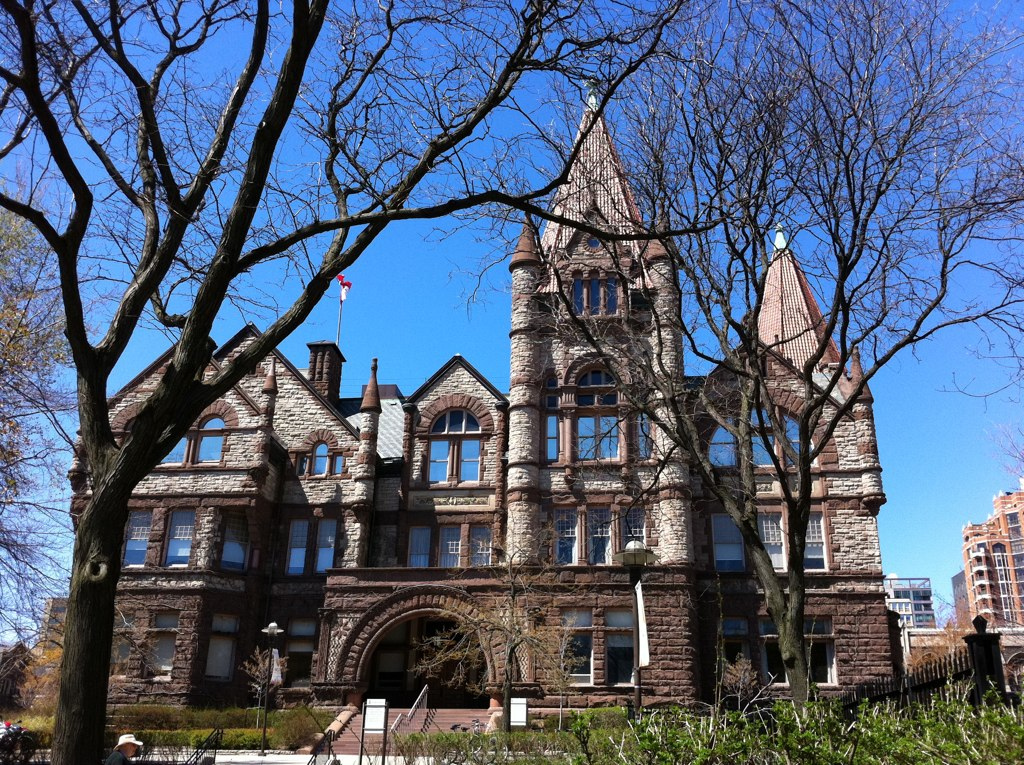
トロント大学ビクトリア・カレッジ (Old Vic)

1925年にカナダ・メソジスト教会と、カナダ長老派教会の70％、カナダ会衆派教会の96%が参加してカナダ合同教会が発足した。メソジスト教会にはイートン家やマッセイ家のような名の知れた資産家がおり、トロント大学ビクトリア・カレッジの支援者となっていた。このメソジストによるカレッジはかつても今も知的な厳格さにおいてトロント大学の心柱であり、カナダの指導者や有名な思想家を多数輩出している。
メソジストの信者はかならずしもカナダ人の英語話者やトロント市民ばかりではなかった。けれども、一般にオンタリオ州南部では、とりわけトロント市では、その政治的、社会的影響力のおかげで、なかば冗談で「メソジストのローマ」といったあだ名が長いあいだトロントに付いていた。市内のメトロポリタン・メソジスト教会についても「メソジスト派の大聖堂」という呼び回しがあった。20世紀に合同教会が奉じた理想は、とりわけメソジスト派の思想であった。そうした価値観は聖書を重視する他のプロテスタント系教派とも結びついていたが、禁酒や安息日の徹底、女性の権利、先住民への布教などはメソジスト的であった。
1925年にカナダのメソジスト派はその呼称をやめてしまい、また合同教会の多くのひとたちも今ではその呼び方についてまったく意識していないが、しかし、カナダでもっとも重要なメソジストであるエジャートン・ライアーソンのように、大学や諸機関の名を通して記憶されているものもある。例えばライアーソン大学、ライアーソン出版（合同教会の出版部門で、後にマクグルー=ヒル出版に売却された）、無数にあるライアーソン教会などである。

## 日本への布教
- 1873年（明治6年）6月　カナダ・メソジスト教会より最初の宣教師であるジョージ・コクランと宣教医デイヴィッドソン・マクドナルドが派遣され、横浜に上陸。[1]
- 1874年（明治7年）4月8日　Ｄ．マクドナルド、静岡の賤機舎にお雇い教師として赴任。静岡教会の基礎を築く。[1]
- 1876年（明治9年）
  - 9月8日　カナダ・メソジスト教会より第二陣宣教師としてG・M・ミーチャムとC・S・イビーが派遣され、来日。[2]
  - 10月　ミーチャムはＤ．マクドナルドの依頼で沼津の集成舎にお雇い外国人として赴任。沼津教会の基礎を築く。[2]
- 1878年（明治11年）
  - コクランとマクドナルド、カナダ・メソジスト教会に婦人宣教師派遣を請願[3]。
  - Ｃ．Ｓ．イビー、近藤喜則に招かれて甲府緑町にあった英学塾のお雇い教師として赴任。甲府教会を創設[4]。イビーは後に、日本部会のある東京でも伝道して、本郷中央教会を設立した。
- 1882年（明治15年）12月27日　最初の婦人宣教師マーサ・カートメル、横浜に上陸[3]。
- 1884年（明治17年）
  - 10月20日　麻布区鳥居坂町14番地に女子ミッションスクール東洋英和女学校（後の東洋英和女学院）を開校。マーサ・カートメルが初代校長となる。[3]
  - 11月1日　麻布区鳥居坂町13番地に男子ミッションスクール東洋英和学校が開校。ジョージ・コクランが初代校長となる。[3]
- 1889年　宣教師たちは東京駿河台のカクランの家に集まって日本部会を組織して、これをトロント年会の下に置いた。そして、三人の日本人青年が教職補に任職された。
- 1907年　米国メソジスト監督教会、アメリカ南メソヂスト監督教会と合同して、日本メソジスト教会を設立した。もともと、カナダ・メソジスト教会では監督制を採用していなかったが、合同において採用された。

### 日本に派遣された主な宣教師
- ジョージ・コクラン(日本派遣第1陣宣教師・東洋英和学校(麻布中学校・高等学校の母体) 創設者)
- デイヴィッドソン・マクドナルド(日本派遣第1陣宣教師・静岡教会 創設者)
- ジョージ・マースデン・ミーチャム(日本派遣第2陣宣教師・沼津教会 創設者)
- チャールズ・サミュエル・イビー(日本派遣第2陣宣教師・甲府教会 創設者・本郷中央教会 創設者)
- マーサ・カートメル(東洋英和女学院 創設者)
- イザベラ・ブラックモーア(東洋英和女学校校長、山梨英和女学校校長、静岡英和女学校理事、東京女子大学理事長等を歴任した教育者)
- ジェシー・マンロー(東洋英和女学院 4代目・6代目校長)
- マーガレット・エリザベス・アームストロング
- ダニエル・ノーマン(エドガートン・ハーバート・ノーマンの父)
- ジョン・ダンロップ
- マーサ・ジャネット・カニングハム(静岡英和女学院 初代校長）
- ロバート・エンバーソン(児童養護施設 静岡ホーム創設者)
- ロバート・コーネル・アームストロング(浜松教会 初代宣教師・児童養護施設 静岡ホーム2代総理)